# Мебендазол
Мебендазо́л(англ. MBZ, бренд Вермокс) — синтетичний протигельмінтний препарат, що є похідним бензімідазолу, для прийому всередину. Мебендазол розроблений бельгійською компанією «Janssen Pharmaceutica», та застосовується у клінічній практиці з 1971 року під торговою маркою «Вермокс».

## Фармакологічні властивості
Мебендазол — синтетичний протигельмінтний препарат, що є похідним бензімідазолу, широкого спектра дії. Антигельмінтна дія препарату зумовлена пригніченням полімеризації тубуліну, порушує активність цитоплазматичної системи клітин травної системи гельмінтів та пригнічує метаболізм глюкози, що приводить до загибелі паразитів. До мебендазолу чутливі аскариди, гострики, Trichocephalus trichiurus, трихінела, Ancylostoma duodenale, Necator americanus, Strongyloides stercoralis, ціп'як свинячий, ехінокок, Echinococcus multilocularis, Capillaria philippinensis, Gnathostoma spinigerum, Toxocara spp.

### Фармакокінетика
Мебендазол погано всмоктується при прийомі всередину, біодоступність складає при прийомі на голодний шлунок — близько 5—10%, при прийомі з їжею біодоступність зростає. Максимальна концентрація в крові досягається протягом 2-5 годин. Високі концентрації препарату створюються в жировій тканині, печінці, личинках гельмінтів. Препарат погано проникає через гематоенцефалічний бар'єр. Мебендазол проникає через плацентарний бар'єр та виділяється в грудне молоко. Метаболізується препарат в печінці з утворенням неактивних метаболітів. Виводиться мебендазол з організму переважно з калом в незміненому вигляді. Період напіввиведення препарату складає 2,5—5,5 годин; при порушенні функції печінки цей час може збільшуватись.

## Показання до застосування
Мебендазол показаний при кишкових гельмінтозах — аскаридозі, ентеробіозі, некаторозі, анкілостомозі, теніозі, стронгілоїдозі, трихоцефальозі, цистному та альвеолярному ехінококозі, капіляріозі, гнатостомозі, трихінельозі, токсокарозі та їхньому спільному перебігу.

## Побічна дія
При застосуванні мебендазолу можливі наступні побічні ефекти:
- Алергічні реакції — нечасто (0,1—1%) висипання на шкірі; дуже рідко (менше 0,01%) свербіж шкіри, кропив'янка, гарячка, набряк Квінке, синдром Стівенса-Джонсона, синдром Лаєлла, анафілактичний шок.
- З боку травної системи — часто (1—10%) біль в животі, діарея; нечасто (при застосуванні у високих дозах) нудота, блювання, метеоризм, запор, печія; дуже рідко (менше 0,01%) жовтяниця, печінкова недостатність.
- З боку нервової системи — дуже рідко (менше 0,01%), при застосуванні високих доз головний біль, безсоння, сонливість, запаморочення, сплутаність свідомості, запаморочення, галюцинації, судоми, зниження гостроти зору.
- Зміни в лабораторних аналізах — дуже рідко (менше 0,01%) лейкопенія, нейтропенія, тромбоцитопенія, анемія, апластична анемія, агранулоцитоз, панцитопенія, підвищення рівня креатиніну, сечовини, білірубіну, підвищення активності амінотрансфераз у крові.
- З боку сечовидільної системи — при застосуванні тривалий час у високих дозах гостра ниркова недостатність, протеїнурія, гломерулонефрит, гематурія.

## Протипоказання
Мебендазол протипоказаний при підвищеній чутливості до похідних бензімідазолу, хворобі Крона, неспецифічному виразковому коліті, вагітності, печінковій недостатності, дітям до 2 років. Під час лікування мебендазолом рекомендується припинити годування грудьми.

## Форми випуску
Мебендазол випускається у вигляді таблеток по 0,1 г та 2% суспензії для перорального застосування.

## Застосування у ветеринарії
Мебендазол застосовується у ветеринарії для дегельмінтизації коней, овець, свиней. Для ветеринарного використання мебендазол випускається у вигляді 10% грануляту. Мебендазол разом із празиквантелом входить до складу комбінованого препарату «Квантум», що використовується для дегельмінтизації собак.